# GeForce 16
GeForce 16 Series — семейство графических процессоров, разработанных компанией Nvidia, представленное в феврале 2019 года. Эта серия была анонсирована вместе с GeForce 20 и направлена на заполнение начального и среднего ценового диапазона на рынке.

## Архитектура
GeForce 16 базируется на той же микроархитектуре Turing, которая используется и в 20 серии, за исключением тензорных ядер, отвечающих за искусственный интеллект (DLSS) и RT-ядер, отвечающих за трассировку лучей. Однако в 16-й серии остались выделенные целочисленные ядра, направленные на улучшение работы с асинхронными вычислениями, оптимизирована поддержка Direct3D 12, а также осуществлена поддержка памяти GDDR6. 18 Марта 2019 года Nvidia объявила, что с помощью обновления драйверов в апреле 2019 года они активируют DX Raytracing на картах 16-й серии и некоторых картах GeForce 10.

## Модельный ряд
Серия GeForce 16 была запущена 22 февраля 2019 года с анонсом GTX 1660 Ti. Все видеокарты подключаются через шину PCIe 3.0 x16 и базируются на 12 нанометровом техпроцессе компании TSMC. 22 апреля 2019 года вместе с анонсом GTX 1650 были представлены первые ноутбуки с использованием видеокарт 16-й серии. Графический процессор TU117, использующийся в GTX 1650, не поддерживает Nvidia Optical Flow, который используется для программной интерполяции движений. TU117 использует Volta’s NVENC энкодер, который даёт лишь небольшое преимущество перед архитектурой Pascal.
В октябре 2019 года NVIDIA представила две новые видеокарты в семействе Super. Это GeForce GTX 1660 Super, которая компанией позиционируется как преемник невероятно успешного графического ускорителя GeForce GTX 1060. Ну а тем, кто ждал ещё более доступного по цене решения, предлагается GeForce GTX 1650 Super. Вся серия GTX 1600 Super основана на урезанной архитектуре Turing и поддерживает такие её особенности, как одновременное выполнение целочисленных операций и операций с плавающей точкой, унифицированную архитектуру кеша и технологию адаптивного шейдинга для повышения производительности.

## Технические характеристики
| Модель                                          | GTX 1630                                              | GTX 1650                                              | GTX 1650                                              | GTX 1650 Super                                        | GTX 1660                                              | GTX 1660 Super                                        | GTX 1660 Ti                                           |
| ----------------------------------------------- | ----------------------------------------------------- | ----------------------------------------------------- | ----------------------------------------------------- | ----------------------------------------------------- | ----------------------------------------------------- | ----------------------------------------------------- | ----------------------------------------------------- |
| Дата выхода                                     | 28.06.2022                                            | 23.04.2019                                            | 23.04.2019                                            | 22.11.2019                                            | 14.03.2019                                            | 29.10.2019                                            | 22.12.2019                                            |
| GPU                                             | TU117                                                 | TU117                                                 | TU117                                                 | TU116                                                 | TU116                                                 | TU116                                                 | TU116                                                 |
| Технологический процесс изготовления            | TSMC 12-нм                                            | TSMC 12-нм                                            | TSMC 12-нм                                            | TSMC 12-нм                                            | TSMC 12-нм                                            | TSMC 12-нм                                            | TSMC 12-нм                                            |
| Площадь кристалла, мм²                          | 200                                                   | 200                                                   | 200                                                   | 284                                                   | 284                                                   | 284                                                   | 284                                                   |
| Количество транзисторов, млрд                   | 4,7                                                   | 4,7                                                   | 4,7                                                   | 6,6                                                   | 6,6                                                   | 6,6                                                   | 6,6                                                   |
| Количество скалярных процессоров (ядер CUDA)    | 512                                                   | 896                                                   | 896                                                   | 1280                                                  | 1408                                                  | 1408                                                  | 1536                                                  |
| Количество кластеров обработки графики (GPC)    | 1                                                     | 2                                                     | 2                                                     | 3                                                     | 3                                                     | 3                                                     | 3                                                     |
| Количество блоков мультипроцессоров (SM)        | 8                                                     | 14                                                    | 14                                                    | 20                                                    | 22                                                    | 22                                                    | 24                                                    |
| Количество текстурных блоков (TMU)              | 32                                                    | 56                                                    | 56                                                    | 80                                                    | 88                                                    | 88                                                    | 96                                                    |
| Количество блоков растеризации (ROP)            | 16                                                    | 32                                                    | 32                                                    | 32                                                    | 48                                                    | 48                                                    | 48                                                    |
| Заполнение сцены, млрд пикс/с                   | 27,8                                                  | 47,5                                                  | 45,1                                                  | 55,2                                                  | 64,5                                                  | 64,5                                                  | 72                                                    |
| Заполнение сцены, млрд текс/с                   | 55,68                                                 | 83,1                                                  | 78,9                                                  | 138                                                   | 157,1                                                 | 157,1                                                 | 169,9                                                 |
| Объём кэша L2, КБ                               | 1024                                                  | 1024                                                  | 1024                                                  | 1024                                                  | 1536                                                  | 1536                                                  | 1536                                                  |
| Разрядность шины видеопамяти, бит               | 64                                                    | 128                                                   | 128                                                   | 128                                                   | 192                                                   | 192                                                   | 192                                                   |
| Стандарт видеопамяти                            | GDDR6                                                 | GDDR5                                                 | GDDR6                                                 | GDDR6                                                 | GDDR5                                                 | GDDR6                                                 | GDDR6                                                 |
| Объём видеопамяти, МБ                           | 4096                                                  | 4096                                                  | 4096                                                  | 4096                                                  | 6144                                                  | 6144                                                  | 6144                                                  |
| Пропускная способность шины памяти, ГБ/с        | 96                                                    | 128                                                   | 192                                                   | 192                                                   | 192                                                   | 336                                                   | 288                                                   |
| Интерфейс                                       | PCI Express 3.0 x8                                    | PCI Express 3.0 x16                                   | PCI Express 3.0 x16                                   | PCI Express 3.0 x16                                   | PCI Express 3.0 x16                                   | PCI Express 3.0 x16                                   | PCI Express 3.0 x16                                   |
| Энергопотребление (TDP), Вт                     | 75                                                    | 75                                                    | 75                                                    | 100                                                   | 120                                                   | 125                                                   | 120                                                   |
| Частота ядра, МГц                               | 1740                                                  | 1485                                                  | 1410                                                  | 1530                                                  | 1530                                                  | 1530                                                  | 1500                                                  |
| Частота в режиме Turbo Boost, МГц               | 1785                                                  | 1665                                                  | 1590                                                  | 1725                                                  | 1785                                                  | 1785                                                  | 1770                                                  |
| Реальная (номинальная) частота видеопамяти, МГц | 1500 (12000)                                          | 2000 (8000)                                           | 1500 (12000)                                          | 1500 (12000)                                          | 2000 (8000)                                           | 1750 (14000)                                          | 1500 (12000)                                          |
| Производительность FP32, GFLOPS                 | 1782,0                                                | 2661,1                                                | 2526,7                                                | 3916,0                                                | 4308,4                                                | 4308,4                                                | 4608,0                                                |
| Производительность FP64, GFLOPS                 | 55,68                                                 | 83,16                                                 | 79,0                                                  | 122,0                                                 | 135,0                                                 | 135,0                                                 | 144,0                                                 |
| Производительность FP16, GFLOPS                 | 3564,0                                                | 5322,2                                                | 5053,4                                                | 7832,0                                                | 8616,8                                                | 8616,8                                                | 9216,0                                                |
| Поддержка версий API                            | Direct3D 12_1, OpenGL 4.6, Vulkan 1.2.140, OpenCL 3.0 | Direct3D 12_1, OpenGL 4.6, Vulkan 1.2.140, OpenCL 3.0 | Direct3D 12_1, OpenGL 4.6, Vulkan 1.2.140, OpenCL 3.0 | Direct3D 12_1, OpenGL 4.6, Vulkan 1.2.140, OpenCL 3.0 | Direct3D 12_1, OpenGL 4.6, Vulkan 1.2.140, OpenCL 3.0 | Direct3D 12_1, OpenGL 4.6, Vulkan 1.2.140, OpenCL 3.0 | Direct3D 12_1, OpenGL 4.6, Vulkan 1.2.140, OpenCL 3.0 |
| Поддержка версии Shader Model                   | Shader Model 6.5                                      | Shader Model 6.5                                      | Shader Model 6.5                                      | Shader Model 6.5                                      | Shader Model 6.5                                      | Shader Model 6.5                                      | Shader Model 6.5                                      |